# Řády, vyznamenání a medaile Sovětského svazu

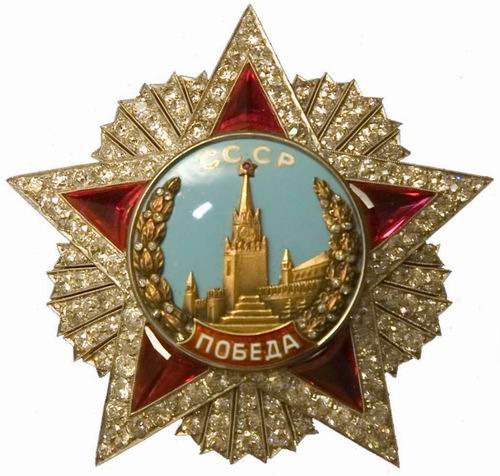
Řád vítězství udělený maršálu Sovětského svazu Alexandru Vasilevskému

Řády, vyznamenání a medaile Sovětského svazu byly navrženy tak, aby podporovaly a oceňovaly speciální služby při budování komunismu, při ochraně socialistické vlasti a další speciální služby státu a společnosti. Mezi sovětská ocenění patří 20 řádů, nejvyšší čestné tituly Hrdina Sovětského svazu, Hrdina socialistické práce, Matka-hrdinka a Město-hrdina, 55 medailí a 19 dalších čestných titulů. Kromě státních vyznamenání byla v Sovětském svazu udílena resortní medaile o třech třídách, medaile Za bezúhonnou službu.

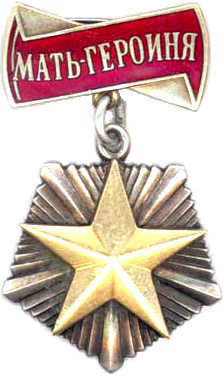
Matka-hrdinka

## Čestné tituly
- Maršálská hvězda (Маршальская Звезда) – Tento čestný titul byl založen dne 2. září 1940. Udílen byl osobám po jejich povýšení do hodnosti maršála Sovětského svazu.[2] Celkem bylo uděleno přibližně 200 těchto čestných titulů.
- Hrdina Sovětského svazu (Герой Cоветского Союза) – Tento čestný titul byl založen dne 16. dubna 1934. Udílen byl za hrdinské činy.[3][4] Celkem bylo uděleno 12 755 těchto čestných titulů.
- Hrdina socialistické práce (Герой Социалистического Труда) – Tento čestný titul byl založen dne 27. prosince 1938. Udílen byl za mimořádné úspěchy v národním hospodářství a kultuře.[5][6] Celkem bylo uděleno 20 812 těchto čestných titulů.
- Matka-hrdinka («Мать-героиня») – Tento čestný titul byl založen dne 8. července 1944. Udílen byl udílen ženám za výchovu deseti a více dětí.[7] Celkem bylo uděleno 454 142 těchto čestných titulů.
- Zasloužilý zkušební pilot SSSR (Заслуженный лётчик-испытатель СССР) – Tento čestný titul byl založen dne 14. srpna 1958. Udílen byl za mnoho let práce v oblasti testování a výzkumu nových leteckých technologií.[8][9]
- Zasloužilý zkušební navigátor SSSR (Заслуженный штурман-испытатель СССР) – Tento čestný titul byl založen dne 14. srpna 1958. Udílen byl za mnoho let práce v oblasti testování a výzkumu nových leteckých technologií.[8][9]
- Pilot-kosmonaut SSSR (Лётчик-космонавт СССР) – Tento čestný titul byl založen dne 14. dubna 1961. Udílen byl za vynikající výkon při vesmírném letu v rámci sovětského kosmického programu. Celkem bylo uděleno 72 těchto čestných titulů.
- Zasloužilý vojenský pilot SSSR (Заслуженный военный лётчик СССР) – Tento čestný titul byl založen dne 26. ledna 1965. Udílen byl za vynikající výsledky ve vývoji leteckých technologií, za vysoký výkon ve vzdělávání a výcviku letového personálu a za dlouhodobý bezproblémový letový provoz ve vojenském letectví.[9][10]
- Zasloužilý vojenský navigátor SSSR (Заслуженный военный штурман СССР) – Tento čestný titul byl založen dne 26. ledna 1965. Udílen byl za vynikající výsledky ve vývoji leteckých technologií, za vysoký výkon ve vzdělávání a výcviku letového personálu a za dlouhodobý bezproblémový letový provoz ve vojenském letectví.[9][10]
- Zasloužilý pilot SSSR (Заслуженный пилот СССР) – Tento čestný titul byl založen dne 30. září 1965. Udílen byl za nejvyšší standardy ve vzdělávání a výcviku letového personálu, za dlouhodobé bezproblémové létání a za vynikající úspěchy ve využívání letectví v národním hospodářství.[9][9]
- Zasloužilý navigátor SSSR (Заслуженный штурман СССР) – Tento čestný titul byl založen dne 30. září 1965. Udílen byl za používání nejmodernějších navigačních technik, za nejvyšší standardy ve vzdělávání a výcviku letového personálu, za dlouhodobé bezproblémové létání a za vynikající úspěchy ve využívání letectví v národním hospodářství.[9][9]
- Zasloužilý vynálezce SSSR (Заслуженный изобретатель СССР) – Tento čestný titul byl založen dne 28. prosince 1981. Udílen byl za inovativní návrhy.[9][11]
- Zasloužilý dárce krve SSSR (почетньій донор CCCP) – Tento čestný titul byl udílen dárcům krve.
- Lidový lékař SSSR (Народный врач СССР) – Tento čestný titul byl založen dne 25. října 1977. Udílen byl za mimořádný přínos ke zlepšení veřejného zdraví.[12]
- Lidový architekt SSSR (Народный архитектор СССР) – Tento čestný titul byl založen dne 12. srpna 1967. Udílen byl za mimořádné výsledky v přípravě strategického plánu rozvoje nebo při architektonickém zpracování významných budov.
- Lidový učitel SSSR (Народный учитель СССР) – Tento čestný titul byl založen dne 30. prosince 1977. Udílen byl za významný přínos k národnímu vzdělávacímu systému a hlavně za úspěchy při výuce dětí a mladistvých v otázkách komunismu.[13]
- Lidový umělec SSSR (Народный артист СССР) – Tento čestný titul byl založen dne 13. ledna 1937. Udílen byl za mimořádné úspěchy ve scénickém umění.
- Lidový výtvarník SSSR (Народный художник СССР) – Tento čestný titul byl založen dne 16. července 1943. Udílen byl za mimořádné úspěchy ve výtvarném umění, jako je malířství, sochařství, fotografie aj.

## Řády

### Základní ustanovení
Odstavec 9 článku 121 Ústavy Sovětského svazu stanovil, že řády a medaile Sovětského svazu mohou být schváleny pouze prezidiem Nejvyššího sovětu Sovětského svazu. Ocenění udílená jednotlivými rezorty nebyla státními vyznamenáními. Dne 3. července 1979 schválilo prezidium Nejvyššího sovětu Sovětského svazu Obecná nařízení o řádech, medailích a čestných titulech SSSR. Ve článku 14 v kapitole III byl seznam řádů Sovětského svazu rozdělený do tří skupin:
- řády udílené za revoluční a pracovní zásluhy, za zásluhy o obranu socialistické vlasti, za rozvoj přátelství a spolupráce mezi národy, za upevňování míru a za další zásluhy o sovětský stát a společnost
- řády udílené za službu při obraně socialistické vlasti a další vojenské zásluhy
- řády udílené matkám za výchovu mnoha dětí

Nominace na udělení sovětských řádů mohly podávat státní struktury (ministerstva, výbory, vojenské útvary), stranické a veřejné instituce, vedoucí podniků a velitelé vojenských jednotek. O udělení vyznamenání rozhodovalo prezidium Nejvyššího sovětu Sovětského svazu a vyznamenání byla udílena jeho jménem. Během Velké vlastenecké války bylo právo udílet jednotlivá státní vyznamenání SSSR delegováno na velitele vojenských jednotek a formací od hodnosti velitele brigády výše.
Pravidla nošení sovětských vyznamenání (pořadí, vzdálenost mezi vyznamenáními, umístění v řadách atd.) upravovala řada vyhlášek prezidia Nejvyššího sovětu Sovětského svazu. Poslední z těchto dekretů byl vydán dne 28. března 1980. V souladu s tímto dekretem byla jedna část vyznamenání nošena na levé straně hrudi a druhá část na pravé straně. Všechny řády byly umístěny nad medailemi. Výjimkou byla Jubilejní medaile Za chrabrou práci – Na paměť 100. výročí narození Vladimira Iljiče Lenina a Jubilejní medaile Za vojenskou chrabrost – Na paměť 100. výročí narození Vladimira Iljiče Lenina. Tato medaile se nosila nad řády, ale pod odznaky čestných titulů Hrdiny Sovětského svazu a Hrdiny socialistické práce. Stužky sovětských vyznamenání se nosily nalevo na hrudi. Vyznamenání jiných států a jejich stužky se nosily za státními vyznamenáními Sovětského svazu.
Prezidium Nejvyššího sovětu Sovětského svazu bylo oprávněné státní vyznamenání dotyčnému odebrat v případě, že se dopustil protiprávního jednání ve vztahu ke státním vyznamenáním Sovětského svazu.

### Historie

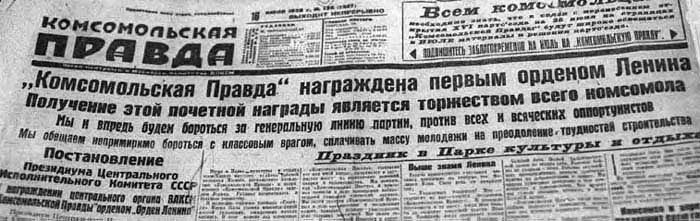
Úvodník Komsomolskaja pravda se zprávou o převzetí Leninova řádu

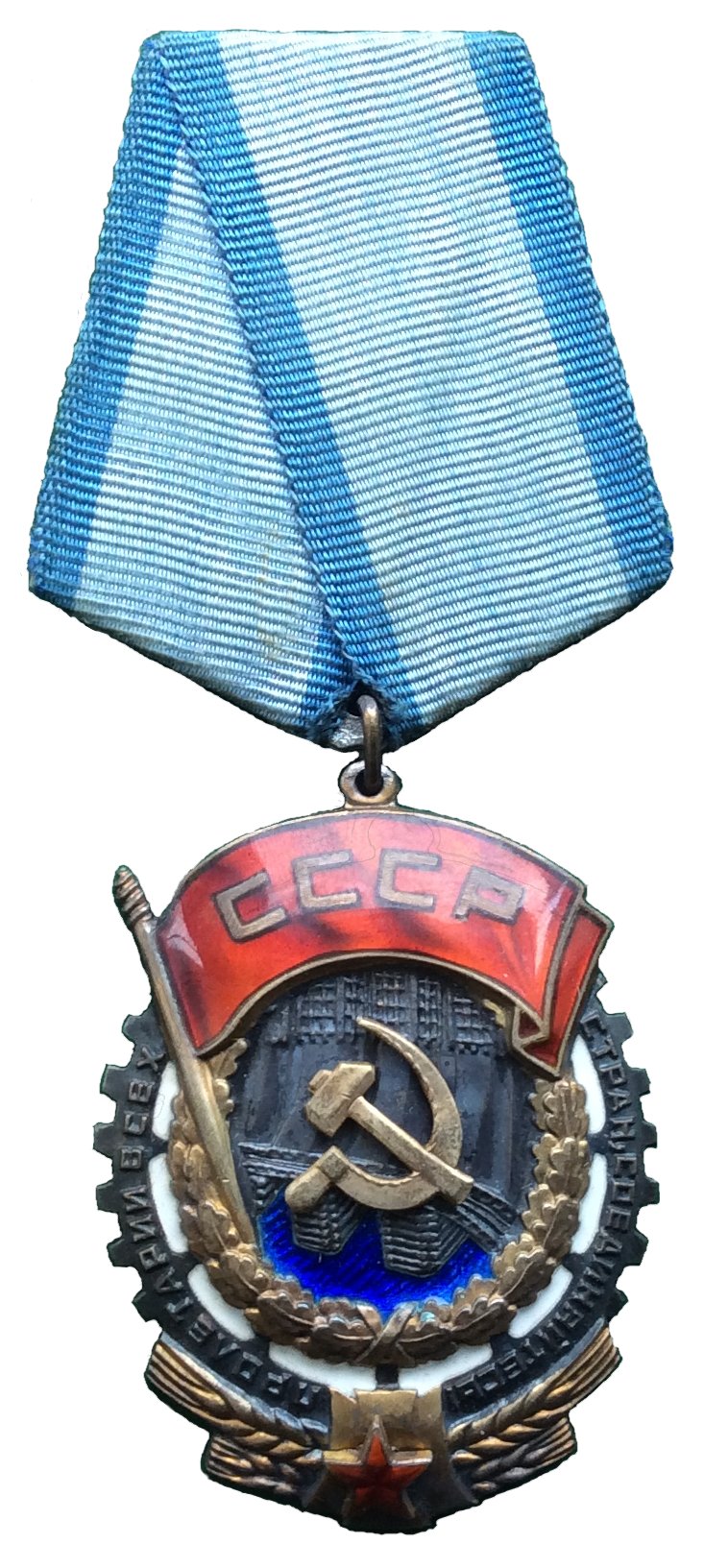
Řád rudého praporu práce

Všeruský ústřední výkonný výbor a Rada lidových komisařů vydaly 23. listopadu 1917 dekret O zničení stavů a civilních hodností, kterým se rušily všechny řády, medaile a vyznamenání existující v předrevolučním Rusku. Dne 22. ledna 1919 Lidový komisariát majetku svým usnesením zrušil kapitulu carských řádů. Systém sovětských vyznamenání tak nevycházel ze staršího carského systému a udílení sovětských vyznamenání začalo 16. září 1918, kdy Všeruský ústřední výkonný výbor ustanovil první sovětský řád, Řád rudého praporu RSFSR. Dne 1. srpna 1924 se tento řád stal společným vyznamenáním pro všechny republiky Sovětského svazu socialistických republiky (SSSR), který byl ustanoven 30. prosince 1922. Řády rudého praporu jednotlivých sovětských republik, které vstoupily do SSSR, byly ztotožněny s Řádem rudého praporu RSFSR a nebyly nahrazeny sovětským řádem. Dne 6. dubna 1930 byl zřízen nejvyšší sovětský řád, Leninův řád. Podle jeho stanov mohl být udělen nejen jednotlivcům, ale i kolektivům. První Leninův řád byl udělen kolektivu novin Komsomolskaja pravda. Na první verzi chyběly klíčové sovětské symboly, rudý prapor a pěticípá hvězda, proto se vzhled řádu v listopadu 1931 zcela změnil.

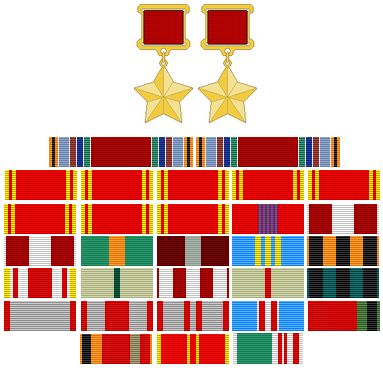
Stužky řádů a vyznamenání udělených maršálu Sovětského svazu Alexandru Vasilevskému

V souvislosti se zvětšením počtu státních vyznamenání SSSR byla v roce 1930 přijata Obecná nařízení o řádech SSSR, která byla v roce 1936 revidována. Poté platila více než čtyřicet let. Před druhou světovou válkou byla vyznamenání udílena výhradně dekrety prezidia Nejvyššího sovětu Sovětského svazu. Obvykle byla vyznamenaným předávána v Kremlu předsedou prezidia Nejvyššího sovětu Sovětského svazu, někdy jej předávali jeho zástupci. Poslanci Nejvyššího sovětu SSSR příležitostně předávali vyznamenání v místě výkonu práce nebo bydliště příjemců.
Dne 20. května 1942 byl založen Řád vlastenecké války a stal se tak prvním z vyznamenáních založených během druhé světové války. Byl také do roku 1977 jediným sovětským řádem, který po smrti příjemce připadl jeho dědicům. Přestože šlo o řád vojenského původu byl v několika případech udělen i civilistům. Například v roce 1946 byli tímto řádem oceněni zemědělci za záchranu sklizně v období sucha. Od 15. října 1947 nebylo nadále možné tento řád civilistům udělit.
Dne 29. července 1942 byly zřízeny tři stěžejní vojenské řády, Řád Suvorova udílený ve třech třídách, Řád Kutuzova udílený ve dvou třídách a Řád Alexandra Něvského udílený v jedné třídě. Třetí třída Řádu Kutuzova byla založena až 30. září téhož roku. Dne 10. října 1943 byl založen Řád Bohdana Chmelnického udílený ve třech třídách. Dne 8. listopadu 1943 byly zřízeny dva řády pro udílení vojákům na dvou opačných koncích vojenských hodností. První z nich, Řád vítězství, byl udílen pouze nejvyšší vojenským vůdcům. Naopak Řád slávy udílený ve třech třídách byl udílen vojínům a poddůstojníkům. Řád slávy byl přísně udílen od nejnižší, třetí třídy po nejvyšší, první třídu. Neexistovala u něj také možnost udělit jedinci stejnou třídu několikrát. Dne 3. března 1944 byly zřízeny dva řády určené námořnictvu, Řád Ušakova a Řád Nachimova. Ke konci války dne 8. července 1944 byla zřízena čistě mírová vyznamenání, a to čestný titul Matka-hrdinka, Řád Matka-hrdinka, Řád Mateřská sláva a Medaile Za mateřství.
Během Velké vlastenecké války delegoval Nejvyšší sovět SSSR právo udílet některé z řádů na vojenské velitele Rudé armády a sovětského námořnictva. Tato vyznamenání však byla i nadále udílena jménem prezidia Nejvyššího sovětu Sovětského svazu. Tato praxe byla ukončena zvláštním dekretem vydaným dne 26. února 1947. V roce 1943 byla přijata řada úprav pravidel pro udílení sovětských vyznamenání. Byla schválena pravidla pro nošení státních vyznamenání, u většiny vyznamenání byl změněn jejich vzhled, byly zavedeny stuhy řádů a medailí, které bylo možné nosit samostatně bez řádového odznaku. Ve stejném roce byl přijat dekret O opuštění řádových knih a osvědčení o medailích v rodinách zemřelých příjemců. V roce 1944 bylo rozhodnuto o udílení řádů a medailí za délku služby generálům, důstojníkům, poddůstojníkům i vojínům. V souladu s dekretem prezidia Nejvyššího sovětu Sovětského svazu se předpokládalo udělení medaile Za vojenské zásluhy za deset let služby, Řádu rudé hvězdy za patnáct let služby, Řádu rudého praporu za dvacet let služby, Leninova řádu za dvacet pět let služby a opětovné udělení Řádu rudého praporu za třicet let služby. Na podzim 1944 bylo toto pravidlo rozšířeno i na příslušníky námořnictva a NKVD.
Od 1. ledna 1948 byla zrušena řada výhod a finančních odměn spojených s udílením sovětského státního vyznamenání. Dne 11. února 1958 byly v systému státních vyznamenání SSSR provedeny dvě významné změny. V rámci těchto změn byla zrušena praxe udílení řádů a medailí za délku služby a také byly zpřísněny požadavky na udělení čestného titulu Hrdiny socialistické práce a řády měly být udíleny za konkrétní úspěchy. Dne 6. září 1967 byly zavedeny další výhody pro držitele čestných titulů Hrdiny Sovětského svazu a Hrdiny socialistické práce a držitele Řádu slávy, kteří toto vyznamenání získali ve všech třídách.
Dne 8. ledna 1974 byl zřízen poslední sovětský pracovní řád, Řád pracovní slávy. Šlo o jediný nevojenský řád, který byl udílen ve třech třídách a to striktně od nejnižší po nejvyšší třídu. Dne 28. října 1974 byl založen poslední vojenský řád a jediný vojenský řád založený po druhé světové válce, Řád Za službu vlasti v Ozbrojených silách SSSR, který byl udílen ve třech třídách. Jeho I. třída se stala nejvzácnějším sovětským státním vyznamenáním, neboť Řád Za službu vlasti v Ozbrojených silách SSSR I. třídy byl udělen pouze 13 lidem. Tento řád byl vojenskou obdobou Řádu pracovní slávy.

Dne 3. července 1979 byla přijata Obecná nařízení o řádech, medailích a čestných titulech SSSR a 28. března 1980 byla schválena pravidla pro nošení státních vyznamenání a jejich stužek. Dne 11. června 1980 byl schválen postup při předávání státních vyznamenání SSSR. Dne 22. prosince 1988 byl založen poslední sovětský řád, Řád Za osobní odvahu.

### Seznam řádů
- Řád rudého praporu (Орден Красного Знамени) – Tento řád byl založen dne 1. srpna 1924.[36] Udílen byl občanům Sovětského svazu za hrdinství v boji nebo za dlouholetou službu v ozbrojených silách.[37] Celkem bylo uděleno přibližně 581 300 těchto řádů.[38]
- Řád rudého praporu práce (Орден Трудового Красного Знамени) – Tento řád byl založen dne 7. září 1928.[39] Udílen byl za záslužné služby ve výrobě, výzkumu a veřejné správě.[40] Celkem bylo uděleno přibližně 1 224 590 těchto řádů.[41]
- Leninův řád (Орден Ленина) – Tento řád byl založen dne 6. dubna 1930. Udílen byl jednotlivcům i kolektivům za mimořádné úspěchy.[42] Celkem bylo uděleno přibližně 431 417.[43]
- Řád rudé hvězdy (Орден Красной Звезды) – Tento řád byl založen dne 6. dubna 1930. Udílen byl za příkladné chování při obraně vlasti v době míru i války.[44] Celkem bylo uděleno přibližně 3 876 740 těchto řádů.[45]
- Řád Odznak cti (Орден «Знак Почёта») – Tento řád byl založen dne 25. listopadu 1935. Udílen byl za úspěchy v práci, veřejné službě, v literatuře, umění a vědě. Celkem bylo uděleno přibližně 1 580 850 těchto řádů.[46]
- Řád vlastenecké války (Орден Отечественной войны) – Tento řád byl založen dne 20. května 1942.[47] Udílen byl za hrdinské činy během Velké vlastenecké války, později byl udělen všem v té době žijícím veteránům této války.[48] Celkem bylo uděleno 2 487 098 řádů I. třídy, přibližně 6 688 497 řádů II. třídy.[49]
- Řád Suvorova (Орден Суворова) – Tento řád byl založen dne 29. července 1942.[50] Udílen byl za vynikající vojenské velení.[51] Celkem bylo uděleno 7 262 těchto řádů.[52]
- Řád Kutuzova (Орден Кутузова) – Tento řád byl založen dne 29. července 1942 ve dvou třídách.[50] Třetí třída byla přidána 8. února 1943. Udílen byl za plánování provádění vojenských operací, které přinesli nepříteli drtivou porážku.[53] Celkem bylo uděleno 675 řádů I. třídy, přibližně 3 326 řádů II. třídy a přibližně 3 328 řádů III. třídy.[54]
- Řád Alexandra Něvského (Орден Александра Невского) – Tento řád byl založen dne 29. července 1942.[50] Udílen byl za osobní odvahu a dovedné velení.[55] Celkem bylo uděleno 42 165 těchto řádů.[56]
- Řád Bohdana Chmelnického (Орден Богдана Хмельницкого) – Tento řád byl založen dne 10. října 1943.[57] Udílen byl poddůstojníkům a vojákům za oddanost a statečnost.[58] Celkem bylo uděleno 323 řádů I. třídy, přibližně 2 390 řádů II. třídy a přibližně 5 738 řádů III. třídy.[59]
- Řád vítězství (Орден «Победа») – Tento řád byl založen dne 8. listopadu 1943.[60] Udílen byl za velení bojovým operacím zahrnujícím jednu či více armádních skupin a vedoucí k radikální změně situace ve prospěch rudé armády.[60] Celkem bylo uděleno 20 těchto řádů.[61]
- Řád slávy (Орден Славы) – Tento řád byl založen dne 8. listopadu 1943.[60] Udílen byl za statečnost tváří v tvář nepříteli.[62] Celkem bylo uděleno 2 620 řádů I. třídy, přibližně 46 473 řádů II. třídy a přibližně 997 815 řádů III. třídy.[63]
- Řád Ušakova (Орден Ушакова) – Tento řád byl založen dne 3. března 1944.[64] Udílen byl námořním důstojníkům za výjimečné vojenské velení.[65] Celkem bylo uděleno 47 řádů I. třídy, přibližně 194 řádů II. třídy.[66]
- Řád Nachimova (Орден Нахимова) – Tento řád byl založen dne 3. března 1944.[64] Udílen byl námořním důstojníkům za výjimečné vojenské velení.[67] Celkem bylo uděleno 82 řádů I. třídy, přibližně 469 řádů II. třídy.[68]
- Řád Matka-hrdinka (Орден «Мать-героиня») – Tento řád byl založen dne 8. července 1944.[69] Udílen byl ženám za vychování deseti a více dětí.[70] Celkem bylo uděleno přibližně 431 000 těchto řádů.[71]
- Řád Mateřská sláva (Орден «Материнская слава») – Tento řád byl založen dne 8. července 1944.[69] Udílen byl ženám za vychování sedmi až devíti dětí.[72] Celkem bylo uděleno přibližně 753 000 řádů I. třídy, přibližně 1 508 000 řádů II. třídy a přibližně 2 786 000 řádů III. třídy.[73]
- Řád Říjnové revoluce (Орден Октябрьской Революции) – Tento řád byl založen dne 31. října 1967.[74] Udílen byl za služby podporující komunismus a stát či za posilování obrany Sovětského svazu.[75] Celkem bylo uděleno 106 462 těchto řádů.[76]
- Řád přátelství mezi národy (Орден Дружбы народов) – Tento řád byl založen dne 17. prosince 1972.[77] Udílen byl za zásluhy o posílení přátelství mezi Sovětským svazem a dalšími socialistickými státy a za přínos k rozvoji vztahu SSSR a jeho svazových států.[78] Celkem bylo uděleno 72 760 těchto řádů.[79]
- Řád pracovní slávy (Орден Трудовой Славы) – Tento řád byl založen dne 18. ledna 1974.[80] Udílen byl za zásluhy o průmysl a zemědělství.[81] Celkem bylo uděleno 952 řádů I. třídy, přibližně 50 000 řádů II. třídy a přibližně 650 000 řádů III. třídy.[32]
- Řád Za službu vlasti v Ozbrojených silách SSSR (Орден «За службу Родине в Вооружённых Силах СССР») – Tento řád byl založen dne 26. října 1974.[82] Udílen byl za úspěchy dosažené při bojovém a politickém výcviku, za vysoké výkony v při plnění oficiální úkolů, za úspěšné plnění zvláštních úkolů při velení, za odvahu a obětavost a za další služby vlasti. Celkem bylo uděleno 13 řádů I. třídy, 589 řádů II. třídy a 69 576 řádů III. třídy.[33]
- Řád Za osobní odvahu (Орден «За личное мужество») – Tento řád byl založen dne 28. prosince 1988. Udílen byl za projevenou odvahu při záchraně lidského života, ochraně veřejného pořádku a socialistického majetku, v boji proti kriminalitě, přírodním katastrofám a dalším mimořádným událostem. Celkem bylo uděleno více než 629 těchto řádů.[83]

## Medaile

### Základní ustanovení
Odstavec 9 článku 121 Ústavy Sovětského svazu stanovil, že řády a medaile Sovětského svazu mohou být schváleny pouze prezidiem Nejvyššího sovětu Sovětského svazu. Ocenění udílená jednotlivými rezorty nejsou státními vyznamenáními. Dne 3. července 1979 schválilo prezidium Nejvyššího sovětu Sovětského svazu Obecná nařízení o řádech, medailích a čestných titulech SSSR. Ve článku 15–17 v kapitole IV byl seznam medailí Sovětského svazu rozdělený do osmi skupin:
- medaile speciálních vyznamenání
- medaile za pracovní zásluhy
- medaile za službu v obraně socialistické vlasti a další vojenskou službu
- medaile za zásluhy při řešení nejdůležitějších národohospodářských problémů SSSR
- medaile udílené ženám za výchovu mnoha dětí
- medaile za zásluhy při plnění civilních a úředních povinností
- medaile za zásluhy a vyznamenání se během Velké vlastenecké války, při obraně, obsazování a osvobozování měst a území
- medaile udílené v souvislosti s nejvýznamnějšími výročími v historii SSSR

Nominace na udělení sovětských medailí mohly podávat státní struktury (ministerstva, výbory, vojenské útvary), stranické a veřejné instituce, vedoucí podniků a velitelé vojenských jednotek. O udělení vyznamenání rozhodovalo prezidium Nejvyššího sovětu Sovětského svazu a vyznamenání byla udílena jeho jménem. Během Velké vlastenecké války bylo právo udílet jednotlivá státní vyznamenání SSSR delegováno na velitele vojenských jednotek a formací.
Pravidla nošení sovětských vyznamenání (pořadí, vzdálenost mezi vyznamenáními, umístění v řadách atd.) upravovala řada vyhlášek prezidia Nejvyššího sovětu Sovětského svazu. Poslední z těchto dekretů byl vydán dne 28. března 1980. V souladu s tímto dekretem byly všechny medaile s výjimkou Medaile Za vyznamenání ve vojenské službě nošeny na levé straně hrudi a byly umístěny po sovětských řádech. Výjimkou byla Jubilejní medaile Za chrabrou práci – Na paměť 100. výročí narození Vladimira Iljiče Lenina a Jubilejní medaile Za vojenskou chrabrost – Na paměť 100. výročí narození Vladimira Iljiče Lenina. Ta se nosila nad řády, ale pod odznaky čestných titulů Hrdiny Sovětského svazu a Hrdiny socialistické práce. Medaile Za vyznamenání ve vojenské službě byla jedinou sovětskou medailí, která se nosila na pravé straně hrudníku a to pod sovětskými řády. Stužky sovětských vyznamenání se nosily nalevo na hrudi. Medaile jiných států a jejich stužky byly umístěny pod státními vyznamenáními SSSR.
Prezidium Nejvyššího sovětu Sovětského svazu bylo oprávněné státní vyznamenání dotyčnému odebrat v případě, že se dopustil protiprávního jednání ve vztahu ke státním vyznamenáním Sovětského svazu.

### Historie
Všeruský ústřední výkonný výbor a Rada lidových komisařů vydaly 23. listopadu 1917 dekret O zničení stavů a civilních hodností, kterým se rušily všechny řády, medaile a vyznamenání existující v předrevolučním Rusku. Dne 22. ledna 1919 Lidový komisariát majetku svým usnesením zrušil kapitulu carských řádů. Systém sovětských vyznamenání tak nevycházel ze staršího carského systému a udílení sovětských vyznamenání započalo 16. září 1918, kdy Všeruský ústřední výkonný výbor ustanovil první sovětský řád, Řád rudého praporu RSFSR. Dne 1. srpna 1924 se tento řád stal společným vyznamenáním pro všechny republiky Sovětského svazu socialistických republiky (SSSR), který byl ustanoven 30. prosince 1922. Jako první sovětská medaile byla dne 24. ledna 1938 založena Medaile 20. výročí dělnicko-rolnické rudé armády. Jako první vojenské medaile byly 17. října 1938 založeny medaile Za odvahu a medaile Za bojové zásluhy, které měly sloužit k ocenění účastníků bitvy u jezera Chasan. Dne 27. prosince 1938 byly založeny první medaile za pracovní zásluhy, a to medaile Za pracovní udatnost a medaile Za vynikající práci. Předválečné období skončilo zřízením dvou medailí, které nebyly udíleny samostatně, ale staly se odznaky čestných titulů. Byla to medaile Zlatá hvězda spojená s čestným titulem Hrdina Sovětského svazu a zlatá medaile Srp a kladivo spojená s čestným titulem Hrdina socialistické práce. Na počátku druhé světové války existovalo v systému sovětských vyznamenání pět řádů a sedm medailí a vyznamenání byla udílena za vojenské, pracovní a další speciální služby.
Dne 22. prosince 1942 byly založeny první čtyři válečné vojenské medaile. Byla to medaile Za obranu Leningradu, medaile Za obranu Oděsy, medaile Za obranu Sevastopolu a medaile Za obranu Stalingradu. I přes evakuaci mincovny z Leningradu do Krasnokamsku, kde se v letech 1941 až 1944 razila většina řádů a medailí, dokázali obyvatelé Leningradu během jeho obležení zorganizovat výrobu medaile Za obranu Leningradu a do 1. prosince 1943 vyrazili 2 200 exemplářů. Během války byly založeny další vojenské medaile. Poslední z nich byla medaile Za obranu Kyjeva, která byla založena dne 21. června 1961. K válečnému období patřilo i zavádění stužek k medailím, které byly vyráběny z hedvábného moaré a byla jimi potahována kovová destička ve tvaru pětiúhelníku. Stuhy byly široké 24 mm. Výjimkou byly dvě speciální medaile Zlatá hvězda a Srp a kladivo, které měly stuhy široké 20 mm. Současně byla zavedena možnost nosit pouze stuhy bez medailí.
Dne 20. září 1947 se v systému státních vyznamenání SSSR objevil nový typ medaile. Jednalo se o první medaili vydanou při příležitosti výročí města. První ze série těchto medailí byla Pamětní medaile 800. výročí Moskvy. Ekonomika země zničená válkou vyžadovala při své obnově účast všech obyvatel. Proto se systém vyznamenání začal doplňovat o medaile za speciální pracovní úspěchy. Dne 10. září 1947 byla založena medaile Za obnovu uhelných dolů Donbasu a 18. května 1948 medaile Za obnovu závodů železářského průmyslu jihu. Dne 22. února 1948 byla založena Medaile 30. výročí sovětské armády a námořnictva, která založila tradici medailí vydávaných každých deset let při příležitosti výročí Ozbrojených sil SSSR. Poslední z tohoto typu medailí byla Medaile 70. výročí Ozbrojených sil SSSR vydaná v roce 1988.
V roce 1950 byly zřízeny dvě medaile „za vyznamenání“, a to medaile Za zásluhy při obraně státní hranice SSSR udílená pohraniční stráži a dalším občanům, kteří se vyznamenali při střežení státní hranice a medaile Za vynikající služby při ochraně veřejného pořádku, která byla udílena policistům a dalším občanům, kteří se vyznamenali v prevenci zločinu a při dopadení pachatelů. V roce 1957 byly zřízeny dvě medaile za osobní odvahu. Dne 14. září 1957 prezidium Nejvyššího sovětu Sovětského svazu nařídilo příslušným útvarům zřídit resortní medaili Za bezúhonnou službu.
Další tradice byla založena 7. května 1965, kdy vznikla Jubilejní medaile 20. výročí vítězství ve Velké vlastenecké válce 1941–1945, která byla udílena veteránům Velké vlastenecké války při příležitosti výročí konce války. Tato tradice přetrvala i v některých postsovětských zemích. V roce 1967 byla zavedena jediná pamětní medaile spojená s orgány činnými v trestním řízení, a to Medaile 50. výročí sovětských milicí. Dne 20. května 1976 byla založena medaile Veterán Ozbrojených sil SSSR, která byla obdobou civilní medaile Veterán práce založené již v roce 1974.

### Seznam medailí

#### Medaile speciálních vyznamenání
- Medaile Zlatá hvězda (Медаль «Золотая Звезда»)
- Zlatá medaile Srp a kladivo (Золотая медаль «Серп и Молот»)

#### Medaile za pracovní zásluhy
- Medaile Za pracovní udatnost (Медаль «За трудовую доблесть») – Tato medaile byla založena dne 27. prosince 1938. Celkem bylo uděleno přibližně 1 825 100 těchto medailí.[88]
- Medaile Za vynikající práci (Медаль «За трудовое отличие») – Tato medaile byla založena dne 27. prosince 1938. Celkem bylo uděleno přibližně 2 146 400 těchto medailí.[89]
- Medaile Veterán práce (Медаль «Ветеран труда») – Tato medaile byla založena dne 18. ledna 1974. Udílena byla za dlouhou a vynikající pracovní kariéru. Celkem bylo uděleno přibližně 39 197 100 těchto medailí.[90]

#### Medaile za službu v obraně socialistické vlasti a další vojenskou službu
- Medaile Za odvahu (Медаль «За отвагу») – Tato medaile byla založena dne 17. října 1938.[91] Udílena byla za odvahu projevenou v boji. Celkem bylo uděleno přibližně 4 569 893 těchto medailí.[92]
- Medaile Za bojové zásluhy (Медаль «За боевые заслуги») – Tato medaile byla založena dne 17. října 1938.[91] Udílena byla za bojové akce vedoucí ve vojenský úspěch, za hrdinnou obranu státní hranice nebo za úspěšných vojenský a politický výcvik a připravenost. Celkem bylo uděleno přibližně 5 210 000 těchto medailí.[93]
- Medaile Veterán Ozbrojených sil SSSR (Медаль «Ветеран Вооружённых Сил СССР») – Tato medaile byla založena 20. května 1976. Udílena byla za dlouhou a bezvadnou službu v Ozbrojených silách SSSR. Celkem bylo uděleno přibližně 800 000 těchto medailí.[94]

#### Medaile za zásluhy při řešení nejdůležitějších národohospodářských problémů SSSR
- Medaile Partyzánů vlastenecké války (Медаль «Партизану Отечественной войны») – Tato medaile byla založena dne 2. února 1943. Udílena byla za účast v bojích proti fašistickým útočníkům za nepřátelskými liniemi. Celkem bylo uděleno přibližně 56 883 medailí I. třídy a přibližně 70 992 medailí II. třídy.[95]
- Medaile Ušakova (Медаль Ушакова) – Tato medaile byla založena dne 3. března 1944. Udílena byla za statečnost a odvahu při námořních hrozbách. Celkem bylo uděleno přibližně 16 080 těchto medailí.[96]
- Medaile Nachimova (Медаль Нахимова) – Tato medaile byla založena dne 3. března 1944. Udílena byla za statečnost a odvahu při námořních hrozbách. Celkem bylo uděleno přibližně 14 020 těchto medailí.[97]
- Medaile Za obnovu uhelných dolů Donbasu (Медаль «За восстановление угольных шахт Донбасса») – Tato medaile byla založena dne 10. září 1947. Udílena byla za mimořádnou práci a úspěchy při obnově uhelných dolů na Donbasu. Celkem bylo uděleno přibližně 46 350 těchto medailí.[98]
- Medaile Za obnovu závodů železářského průmyslu jihu (Медаль «За восстановление предприятий чёрной металлургии юга») – Tato medaile byla založena dne 18. května 1948. Udílena byla za vynikající práci, vysoký pracovní výkon a za zásluhy o obnovu železářských závodů na jihu země. Celkem bylo uděleno přibližně 68 710 těchto medailí.[99]
- Medaile Za zásluhy při obraně státní hranice SSSR (Медаль «За отличие в охране государственной границы СССР») – Tato medaile byla založena dne 13. července 1950. Udílena byla za zásluhy při ochraně státní hranice Sovětského svazu. Celkem bylo uděleno přibližně 67 520 těchto medailí.[100]
- Medaile Za rozvoj celiny (Медаль «За освоение целинных земель») – Tato medaile byla založena dne 26. října 1956. Udílena byla za rozvoj celiny v Kazachstánu, na Sibiři, na Uralu, na Volze a v severním Kavkazu. Celkem bylo uděleno přibližně 1 345 520 těchto medailí.[101]
- Medaile Za vyznamenání ve vojenské službě (Медаль «За отличие в воинской службе») – Tato medaile byla založena dne 28. října 1974. Udílena byla za excelenci v bojovém a politickém výcviku. Celkem bylo uděleno přibližně 20 000 medailí I. třídy a přibližně 120 000 medailí II. třídy.[102]
- Medaile Za budování Bajkalsko-amurské magistrály (Медаль «За строительство Байкало-Амурской магистрали») – Tato medaile byla založena dne 8. října 1976. Udílena byla za tři roky práce věnované výstavbě Bajkalsko-amurské magistrály. Celkem bylo uděleno přibližně 170 030 těchto medailí.[103]
- Medaile Za přeměnu nečernozemě RSFSR (Медаль «За преобразование Нечерноземья РСФСР») – Tato medaile byla založena dne 30. září 1977. Udílena byla za tři roky věnované práci v rozvoji sovětského zemědělství. Celkem bylo uděleno přibližně 25 000 těchto medailí.[104]
- Medaile Za osvojení nerostných surovin a rozvoj petrochemického komplexu západní Sibiře (Медаль «За освоение недр и развитие нефтегазового комплекса Западной Сибири») – Tato medaile byla založena dne 28. července 1978. Udílena byla za tři roky vynikající služby v petrochemickém komplexu v západní Sibiři. Celkem bylo uděleno přibližně 25 000 těchto medailí.[105]
- Medaile Za upevňování bojového přátelství (Медаль «За укрепление боевого содружества») – Tato medaile byla založena dne 25. května 1979. Udílena byla za zásluhy při posilování vojenské jednoty a spolupráce. Celkem bylo uděleno přibližně 20 000 těchto medailí.[106]

#### Medaile udílené ženám za výchovu mnoha dětí
- Medaile Mateřství («Медаль материнства») – Tato medaile byla založena dne 8. července 1944.[107] Udílena byla za výchovu pěti (II. třída medaile) nebo šesti (I. třída medaile) dětí. Celkem bylo uděleno přibližně 4 000 000 medailí I. třídy a přibližně 8 000 000 medailí II. třídy.

#### Medaile za zásluhy při plnění civilních a úředních povinností
- Medaile Za vynikající služby při ochraně veřejného pořádku (Медаль «За отличную службу по охране общественного порядка») – Tato medaile byla založena dne 1. listopadu 1950.[108] Celkem bylo uděleno přibližně 52 000 těchto medailí.[109]
- Medaile Za záchranu tonoucích (Медаль «За спасение утопающих») – Tato medaile byla založena dne 16. února 1957.[110] Udílena byla za odvahu a vynalézavost při záchraně z vody. Celkem bylo uděleno přibližně 27 000 těchto medailí.[111]
- Medaile Za odvahu v ohni (Медаль «За отвагу на пожаре») – Tato medaile byla založena dne 31. října 1957.[112] Udílena byla za velení a odvahu při boji proti ohni. Celkem bylo uděleno přibližně 32 690 těchto medailí.[113]

#### Medaile za zásluhy a vyznamenání se během Velké vlastenecké války
- Medaile Za obranu Leningradu (Медаль «За оборону Ленинграда») – Tato medaile byla založena dne 22. prosince 1942.[114] Udílena byla za účast při obraně Leningradu. Celkem bylo uděleno přibližně 1 470 000 těchto medailí.[115]
- Medaile Za obranu Oděsy (Медаль «За оборону Одессы») – Tato medaile byla založena dne 22. prosince 1942.[114] Udílena byla za účast při obraně Oděsy. Celkem bylo uděleno přibližně 30 500 těchto medailí.[116]
- Medaile Za obranu Sevastopolu (Медаль «За оборону Севастополя») – Tato medaile byla založena dne 22. prosince 1942.[114] Udílena byla za účast na obraně Sevastopolu. Celkem bylo uděleno přibližně 52 540 těchto medailí.[117]
- Medaile Za obranu Stalingradu (Медаль «За оборону Сталинграда») – Tato medaile byla založena dne 22. prosince 1942.[114] Udílena byla za účast při obraně Stalingradu. Celkem bylo uděleno přibližně 759 560 těchto medailí.[118]
- Medaile Za obranu Moskvy (Медаль «За оборону Москвы») – Tato medaile byla založena dne 1. května 1944.[119] Udílena byla za účast při obraně Moskvy. Celkem bylo uděleno přibližně 1 028 600 těchto medailí.[120]
- Medaile Za obranu Kavkazu (Медаль «За оборону Кавказа») – Tato medaile byla založena dne 1. května 1944.[119] Udílena byla za účast při obraně Kavkazu. Celkem bylo uděleno přibližně 870 000 těchto medailí.[121]
- Medaile Za obranu sovětské polární oblasti (Медаль «За оборону Советского Заполярья») – Tato medaile byla založena dne 5. prosince 1944.[122] Udílena byla za účast na obraně sovětské polární oblasti. Celkem bylo uděleno přibližně 353 240 těchto medailí.[123]
- Medaile za vítězství nad Německem ve Velké vlastenecké válce 1941–1945 (Медаль «За победу над Германией в Великой Отечественной войне 1941—1945 гг.») – Tato medaile byla založena dne 9. května 1945.[124] Udílena byla za službu v Ozbrojených silách SSSR během druhé světové války. Celkem bylo uděleno přibližně 14 933 000 těchto medailí.[125]
- Medaile Za udatnou práci za Velké vlastenecké války 1941–1945 (Медаль «За доблестный труд в Великой Отечественной войне 1941—1945 гг.») – Tato medaile byla založena dne 6. června 1945.[126] Udílena byla za udatnou a obětavou práci, která napomohla vítězství Sovětského svazu nad Německem ve Velké vlastenecké válce. Celkem bylo uděleno přibližně 16 096 750 těchto medailí.[127]
- Medaile Za dobytí Budapešti (Медаль «За взятие Будапешта») – Tato medaile byla založena dne 9. června 1945.[128] Udílena byla za účast na budapešťské operaci. Celkem bylo uděleno přibližně 362 050 těchto medailí.[129]
- Medaile Za dobytí Královce (Медаль «За взятие Кенигсберга») – Tato medaile byla založena dne 9. června 1945.[128] Udílena byla za účast v bojích při obsazování Královce. Celkem bylo uděleno přibližně 760 000 těchto medailí.[130]
- Medaile Za dobytí Vídně (Медаль «За взятие Вены») – Tato medaile byla založena dne 9. června 1945.[128] Udílena byla za účast za boje o Vídeň v roce 1945. Celkem bylo uděleno přibližně 277 380 těchto medailí.[131]
- Medaile Za dobytí Berlína (Медаль «За взятие Берлина») – Tato medaile byla založena dne 9. června 1945.[128] Udílena byla za účast na bojích během bitvy o Berlín. Celkem bylo uděleno přibližně 1 100 000 těchto medailí.[132]
- Medaile Za osvobození Bělehradu (Медаль «За освобождение Белграда») – Tato medaile byla založena dne 9. června 1945.[128] Udílena byla za účast při osvobozovacích bojích v Bělehradu. Celkem bylo uděleno přibližně 70 000 těchto medailí.[133]
- Medaile Za osvobození Varšavy (Медаль «За освобождение Варшавы») – Tato medaile byla založena dne 9. června 1945.[128] Udílena byla za účast v bojích při osvobozování Varšavy. Celkem bylo uděleno přibližně 701 700 těchto medailí.[134]
- Medaile Za osvobození Prahy (Медаль «За освобождение Праги») – Tato medaile byla založena dne 9. června 1945.[128] Udílena byla za účast v boji při osvobozování Prahy. Celkem bylo uděleno přibližně 400 070 těchto medailí.[135]
- Medaile Za vítězství nad Japonskem (Медаль «За победу над Японией») – Tato medaile byla založena dne 30. září 1945.[128] Udílena byla za účast v bojích na dálněvýchodní frontě a v oblasti Pacifiku. Celkem bylo uděleno přibližně 1 831 000 těchto medailí.[136]
- Medaile Za obranu Kyjeva (Медаль «За оборону Киева») – Tato medaile byla založena dne 21. června 1961.[137] Udílena byla za účast v bitvě o Kyjevský kotel. Celkem bylo uděleno přibližně 107 540 těchto medailí.[138]

#### Medaile udílené v souvislosti s nejvýznamnějšími výročími v dějinách SSSR
- Medaile 20. výročí dělnicko-rolnické rudé armády (Юбилейная медаль «XX лет Рабоче-Крестьянской Красной Армии») – Tato medaile byla založena dne 24. ledna 1938.[139] Udílena byla za službu v Rudé armádě a námořnictvu po dobu dvaceti let do rozhodného data 23. února 1938 či za službu během občanské války. Celkem bylo uděleno 37 504 těchto medailí.[140]
- Pamětní medaile 800. výročí Moskvy (Медаль «В память 800-летия Москвы») – Tato medaile byla založena dne 20. září 1947.[141] Udílena byla za obnovu a rozvoj Moskvy. Celkem bylo uděleno přibližně 1 733 400 těchto medailí.[142]
- Medaile 30. výročí sovětské armády a námořnictva (Юбилейная медаль «30 лет Советской Армии и Флота») – Tato medaile byla založena dne 22. února 1948. Udílena byla příslušníkům rudé armády a námořnictva, kteří byli v aktivní službě k rozhodnému datu 23. února 1948.[143] Celkem bylo uděleno přibližně 3 710 920 těchto medailí.[144]
- Pamětní medaile 250. výročí Leningradu (Медаль «В память 250-летия Ленинграда») – Tato medaile byla založena dne 16. května 1957.[145] Udílena byla za obnovu a rozvoj Leningradu. Celkem bylo uděleno přibližně 1 445 900 těchto medailí.[146]
- Medaile 40. výročí Ozbrojených sil SSSR (Юбилейная медаль «40 лет Вооружённых Сил СССР») – Tato medaile byla založena dne 18. prosince 1957.[147] Udílena byla příslušníkům rudé armády a námořnictva, kteří byli v aktivní službě k rozhodnému datu 23. února 1958. Celkem bylo uděleno přibližně 820 080 těchto medailí.[148]
- Jubilejní medaile 20. výročí vítězství ve Velké vlastenecké válce 1941–1945 (Юбилейная медаль «Двадцать лет Победы в Великой Отечественной войне 1941—1945 гг.») – Tato medaile byla založena dne 7. května 1965.[149] Udílena byla za účast ve druhé světové válce. Celkem bylo uděleno přibližně 16 399 550 těchto medailí.[150]
- Medaile 50. výročí sovětských milicí (Юбилейная медаль «50 лет советской милиции») – Tato medaile byla založena dne 20. listopadu 1967.[151] Udílena byla za vynikající a dlouhou službu v ruských milicích. Celkem bylo uděleno přibližně 409 150 těchto medailí.[152]
- Medaile 50. výročí Ozbrojených sil SSSR (Юбилейная медаль «50 лет Вооружённых Сил СССР») – Tato medaile byla založena dne 26. prosince 1967.[153] Udílena byla příslušníkům rudé armády a námořnictva, kteří byli v aktivní službě k rozhodnému datu 23. února 1968. Celkem bylo uděleno přibližně 9 527 270 těchto medailí.[154]
- Medaile 100. výročí narození Vladimira Iljiče Lenina (Юбилейная медаль «За доблестный труд (За воинскую доблесть). В ознаменование 100-летия со дня рождения Владимира Ильича Ленина») – Tato medaile byla založena dne 5. listopadu 1969.[155] Udílena byla za znamenitost v civilní či vojenské službě socialistickému státu.
- Jubilejní medaile 30. výročí vítězství ve Velké vlastenecké válce 1941–1945 (Юбилейная медаль «Тридцать лет Победы в Великой Отечественной войне 1941—1945 гг.») – Tato medaile byla založena dne 25. dubna 1975.[156] Udílena byla za účast ve druhé světové válce. Celkem bylo uděleno přibližně 14 259 560 těchto medailí.[157]
- Medaile 60. výročí Ozbrojených sil SSSR (Юбилейная медаль «60 лет Вооружённых Сил СССР») – Tato medaile byla založena dne 28. ledna 1978.[158] Udílena byla příslušníkům rudé armády a námořnictva, kteří byli v aktivní službě k rozhodnému datu 28. ledna 1978. Celkem bylo uděleno přibližně 10 723 340 těchto medailí.[159]
- Pamětní medaile 1500. výročí Kyjeva (Медаль «В память 1500-летия Киева») – Tato medaile byla založena dne 10. května 1982.[160] Udílena byla za mírovou i válečnou službu Kyjevu. Celkem bylo uděleno přibližně 780 180 těchto medailí.[161]
- Jubilejní medaile 40. výročí vítězství ve Velké vlastenecké válce 1941–1945 (Юбилейная медаль «Сорок лет Победы в Великой Отечественной войне 1941—1945 гг.») – Tato medaile byla založena dne 12. dubna 1985.[162] Udílena byla za účast ve druhé světové válce. Celkem bylo uděleno přibližně 11 268 980 těchto medailí.[163]
- Medaile 70. výročí Ozbrojených sil SSSR (Юбилейная медаль «70 лет Вооружённых Сил СССР») – Tato medaile byla založena dne 28.  ledna 1988. Udílena byla příslušníkům rudé armády a námořnictva, kteří byli v aktivní službě k rozhodnému datu 28. ledna 1988.[164] Celkem bylo uděleno přibližně 9 842 160 těchto medailí.[165]